# Thirlmere
Thirlmere är en sjö i Storbritannien.   Den ligger i riksdelen England, i den centrala delen av landet, 400 km nordväst om huvudstaden London. Thirlmere ligger 180 meter över havet. Arean är 3,3 kvadratkilometer. Trakten runt Thirlmere består i huvudsak av gräsmarker. Den sträcker sig 5,6 kilometer i nord-sydlig riktning, och 1,9 kilometer i öst-västlig riktning.